# Варніно (Білоґардський повіт)
Варніно (пол. Warnino) — село в Польщі, у гміні Тихово Білоґардського повіту Західнопоморського воєводства.
Населення — 235 осіб (2011).
У 1975-1998 роках село належало до Кошалінського воєводства.

## Демографія
Демографічна структура станом на 31 березня 2011 року:
|          | Загалом | Допрацездатний вік | Працездатний вік | Постпрацездатний вік |
| -------- | ------- | ------------------ | ---------------- | -------------------- |
| Чоловіки | 132     | 35                 | 90               | 7                    |
| Жінки    | 103     | 17                 | 64               | 22                   |
| Разом    | 235     | 52                 | 154              | 29                   |